# مقلاد مفتاحي
المقلاد المفتاحي أو القاطع بمفتاح قُفل (بالإنجليزية: keylock switch or key switch)‏ هو مقلاد لا يُشغَّل إلا بإدخال مفتاح كالذي يُستعمل في الأقفال العادية. تُستخدم المقاليد المفتاحية في المواقف التي يلزم فيها تقييد الوصول إلى وظائف المقلاد.
تتوفر المقاليد المفتاحية مكوناتٍ بوصلات باللحام، وتتوفر مع مجموعة متنوعة من تقييمات بالأمبير. وقد يستخدمون مفاتيح أنبوبية أو مفاتيح أخرى ذات شكل خاص لمزيد من الأمان.
اُستخدمت المقاليد المفتاحية لمجموعة متنوعة من الأغراض، بما في ذلك إطلاق الصواريخ النووية.
في التطبيقات الأقل أمانًا، مثل عناصر التحكم في إضاءة الممرات والمراحيض في المباني العامة، يمكن استخدام مقاليد مقاومة للتخريب [الإنجليزية] مع آلية مفاتيح أبسط بدلاً من ذلك.